# Marian Hill

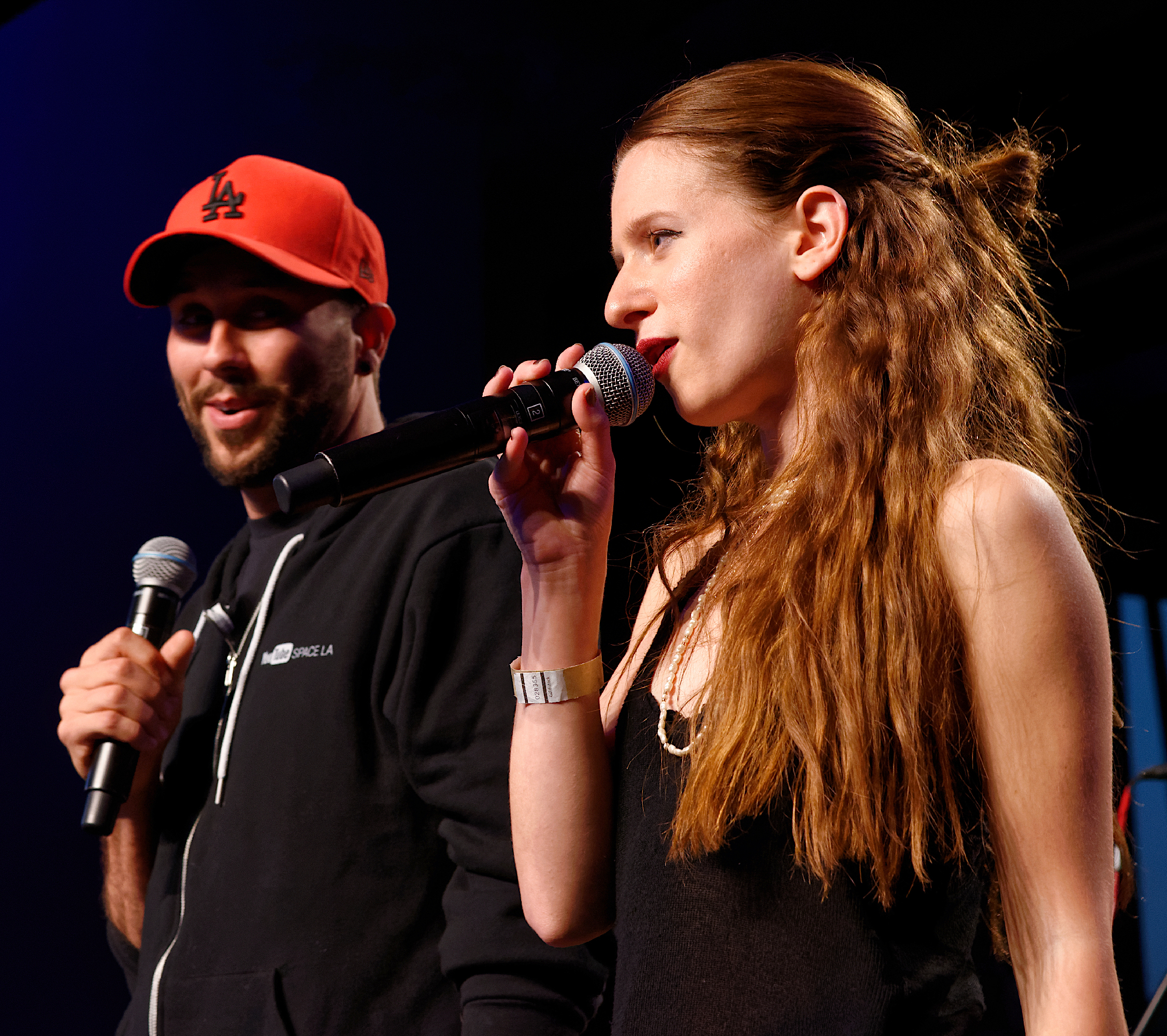
Marian Hill en 2016.

Marian Hill est un duo américain originaire de Philadelphie, composé du musicien Jeremy Lloyd et de la chanteuse Samantha Gongol, collaborant de façon récurrente avec le musicien de jazz Steve Davit. Le groupe a débuté en 2013 avec un premier EP nommé Play, puis un second en 2015, intitulé Sway. Le titre One Time apparaissant dans les deux EPs, est entré dans le top 40 en décembre 2014 pour la catégorie « musique alternative ». Le 24 juin 2016, le duo publie son premier album ACT ONE, incluant la musique Down dévoilé en mars. Ce dernier single fit décoller sa carrière. Il fut popularisé par la pub Apple sur les AirPods qui utilisa sa musique.  

## Biographie
Après qu'ils se sont rencontrés à la Haverford High School, Jeremy Lloyd a étudié le théâtre musical à l'université Yale, Samantha Gongol le business musical à l'université de New York et Steve Davit l'industrie musicale à l'université de Drexel. Whiskey, le premier morceau qu'a écrit le duo, décrit une femme qui contrôle sa propre sexualité. Ils ont ensuite écrit Lips et Got It, mélangeant blues, jazz, basse synthétisée et chant délicat. En novembre 2014, la star Roumaine Inna publie Diggy Down, en collaboration avec le groupe, ce qui attire l'attention sur le morceau Got It, dont le clip a plus d'un million de visiteurs avant leur concert au restaurant Boot & Saddle de Philadelphie. Après leur première collaboration avec Davit, l'audience demande plus de saxophone ; c'est ainsi que le son typique du duo est créé.

## Discographie

### Albums studios
- ACT ONE (2016)
- Unusual (2018)

### Maxis (EPs)
- Play (2013)
- Sway (2015)

### Singles
- One Time (2015) [#38 Morceaux Alternatifs]
- Back to me (2016) ft Lauren Jauregui